# ソマリア民主共和国

ソマリア民主共和国
Jamhuuriyadda Dimoqraadiga Soomaaliyeed (ソマリ語)
الجمهورية الديمقراطية الصومالية (アラビア語)
Somali Democratic Republic (英語)

ソマリア民主共和国（ソマリアみんしゅきょうわこく、ソマリ語: Jamhuuriyadda Dimoqraadiga Soomaaliyeed、アラビア語: الجمهورية الديمقراطية الصومالية、英語: Somali Democratic Republic）は、モハメド・シアド・バーレが1969年ソマリアクーデターで権力を掌握したことによって成立した社会主義、軍事政権である。
クーデターはソマリア第2代大統領アブディラシッド・アリー・シェルマルケが暗殺された数日後に発生した。バーレ政権は、1991年のソマリア内戦で崩壊するまでの21年間ソマリアを統治した。